# Zgodovinsko središče Krakova
Zgodovinsko središče Krakova je eno od najbolj znamenitih starih mestnih jeder na Poljskem in od leta 1038 do 1596, ko je kralj Sigismund III. Vasa preselil prestolnico v Varšavo, središče poljskega političnega življenja.
Celotno srednjeveško mestno jedro je bilo med prvimi mesti, vpisanimi na Unescov seznam krajev svetovne dediščine. Staro mestno jedro je tudi eden od uradnih poljskih nacionalnih zgodovinskih spomenikov, izbranih v prvem krogu izbora Poljskega odbora za nacionalno dediščino 16. septembra 1994.
Staro mesto (poljsko Stare Miasto) je del Prvega administrativnega okrožje, ki se tudi imenuje Staro mesto, čeprav obsega večje področje od samega Starega mesta.
Srednjeveški Krakov je bil obdan s 3 km dolgim obrambnim obzidjem, v katerem je bilo sedem glavnih mestnih vrat in 46 stolpov. Utrdbe okoli starega mestnega jedra so se gradile dve stoletji. Arhitekturni načrt za Staro mesto iz 13. stoletja je bil narejen leta 1257, potem ko je bilo mesto med napadi Tatarov leta 1241 uničeno. Sledila sta tatarska napada leta 1259 in 1287, ki sta bila odbita. V središču starega Krakova je glavni trg (Rynek Główny), največji srednjeveški mestni trg katerega koli evropskega mesta. Na njem in v njegovi bližini so številne zgodovinske znamenitosti, kot je Marijina bazilika (Kościół Mariacki), cerkev sv. Vojteha (sv. Adalberta), cerkev sv. Barbare in več drugih narodnih zakladov. Glavni trg je obdan z meščanskimi hišami in plemiškimi rezidencami, sredi trga pa stoji renesančna pokrita tržnica Sukiennice, v kateri so zdaj  trgovine s spominki, restavracije in stojnice. V zgornjem nadstropju je Narodna galerija. Ob njej stoji Stolp mestne hiše (Wieża ratuszowa).
Celotno okrožje razpolavlja Kraljeva cesta, po kateri so se v stolnico na kronanje vozili poljski kralji. Pot se začne pri cerkvi sv. Florijana v srednjeveškem predmestju Kleparz pred severnim mestnim obzidjem. Od tam gre mimo krakovskega Barbakana, zgrajenega leta 1499, in vstopa v mesto skozi Florijanova vrata. Od tam poteka čez Glavni trg in po Mestni ulici do Vavla, nekdanjega sedeža poljskih kraljevskih družin nad reko Vislo.

## Zgodovina
Prva omemba Krakova sega v drugo polovico 9. stoletja. Konec 10. stoletja je bilo mesto vključeno v poljsko državo pod vladavino dinastije Piast. Leta 1000 je Krakov postal sedež škofije in približno takrat za nekaj stoletij postal rezidenca poljskih kraljev. Zgodovina starega mesta Krakova se vrti predvsem okoli današnjega starega mestnega jedra. Tu so shranili regalije in že v zgodnjem srednjem veku ustanovili stolno šolo.
Lokalna plemena so že okoli leta 700 z združevanjem začela oblikovati Viselsko državo. Iz tega obdobja so ohranjeni številni ostanki nekoč masivnega nasipa, ki je obdajal hrib Vavel. V kleti hiše na ulici Kanoniczna 19 so našli skrinjo z 4200 železnimi sekirami, težko približno 4 tone. Sekire so bile na splošno znane kot płacidło, se pravi 'plačilo'. Znano je, da so bile sekire glavno zakonito plačilno sredstvo v sosednji  Velikomoravski državi. Sekire so najdragocenejši do zdaj odkriti zaklad in pričajo o bogastvu in moči Krakova. Ob vznožju Vavla, kjer so zdaj Kanonična,  Grodzka (Mestna) in sosednje ulice, so našli ostanke naselja Okół. Naselje, katerega začetke je mogoče datirati vsaj v začetek 9. stoletja, je bilo obdano z ogromno hrastovo palisado. Na mestu, kjer sta zdaj Straszewska ulica in Ulica sv. Gertrude je potekal eden od rokavov Visle. V bližini Glavnega trga, predvsem  pri cerkvah sv. Vojteha, sv. Marije in v Brački ulici, so odkrili ostanke obrtnih delavnic in bivališč, ki so prvotno stale v bližini Visle. Pod cerkvijo sv. Vojteha so odkrili dele lesenega templja. V tistem času je imela Visla več rokavov in v središču Krakova tvorila več otočkov. Eden od njih je bil sedanji Kazimierz. Otoki so bili morda tudi Okół, Vavel in Glavni trg, ločen od celine s prekopi ali rečnimi rokavi. Mnogo zgradb so odkrili tudi na Vavlu, za katere je izjemno težko ugotoviti, kdaj so bile zgrajene. 
Škofi, ki so imeli sedež na Vavlu, in knežji dvor so ustvarjali močno intelektualno vzdušje. Od 14. stoletja je bil Krakov kraj kraljevih kronanj. Pod Kazimirjem III. Velikim je bila v Krakovu ustanovljena Jagelonska univerza, ena najstarejših evropskih visokošolskih institucij, ki še vedno spada med najuglednejše univerze v Evropi.
Leta 1386 je na poljski prestol prišel litovski veliki knez Vladislav Jagielo, mož poljske kraljice Jadvige in ustanovitelj Jagelonske dinastije. Krakov je postal prestolnica velike monarhije, ki je spodbudila politični in kulturni razvoj mesta. V Krakovu so takrat delovali številni veliki umetniki.

### Renesansa
Stari Krakov se je med renesanso zelo razvil. V tem času je bila na Wawelu zgrajena nova stolnica po arhitekturnih načelih italijanske renesanse. Bona Sforza, druga žena kralja Sigismunda I. Poljskega, je zaprosila  Bartolommea Berreccija,  Francisca Florentinca, Giovannija Mario Padovana, Santija Guccija in druge, naj prevzamejo gradnjo stolnice. Kanonična ulica je pod njihovim vodstvom postala del Starega mesta in dobila veliko značilnosti, tipičnih za tisto obdobje. Po izumrtju dinastje Jagelo se je središče poljskega političnega  življenja začelo seliti v Varšavo.

### Barok
Obdobje baroka se je na Poljskem začelo na začetku 17. stoletja. Poljski kralj Sigismund III. je postal pomemben pokrovitelj umetnosti. Pod njegovim vodstvom je v Krakovu deloval arhitekt Giovanni Trevano in preuredil  cerkev sv. Petra in Pavla v baročnem slogu. V tem obdobju so Staro mesto dvakrat uničili Švedi.  Proti koncu 17. stoletja sta bili zgrajeni cerkvi sv. Ane in sv. Kazimirja kneza, znana po katakombah.
V prvi polovici 18. stoletja so nekaj izjemnih umetniških del ustvarili arhitekti, med njimi Kacper Bażanka in Franciszek Placidi. Baročno obdobje je v Starem mestu pustilo trajen pečat: gotske cerkve so bile preurejene v duhu baroka in opremljene z novimi oltarji, skulpturami in slikami.
Leta 1794 so se v Krakovu zbrale  vojske Tadeusza Kościuszka za obrambo Poljske pred tujimi delitvami. Kościuszkova vstaja se je končala s porazom. Leta 1795 je bila Poljska dokončno razdeljena in Krakov je postal del Avstro-Ogrske monarhije. Mesto je političnim  spremembam navkljub ostalo pomembno za poljske domoljube. Številni kulturni spomeniki v mestu so postali nacionalni spomeniki in v naslednjem stoletju edini predstavniki nacionalne identitete.

### Tuja oblast
V 19. stoletju se je avstrijski cesar Franc I. odločil likvidirati dolgo zanemarjano mestno obzidje in utrdbe.  Zahvaljujoč prizadevanjem profesorja Feliksa Radwańskega se severni del obzidja, vključno z Barbakanom, Florijanovimi vrati in tremi stolpi, ki so bili nekoč del Kraljeve ceste, ni porušil. Na prostoru, kjer je stalo obzidje, je bil zasajen park Planty.
V tem času je bilo na Trgu sv. Duha zgrajeno Gledališče Juliusza Słowackega. Na tem mestu je prej stala bolnišnica, ki jo je vodil cerkveni red sv. Duha. Gledališka zgradba je primer poljskega cerkvenega arhitekturnega sloga. Leta 1850 je v mestu izbruhnil požar, ki je povzročil znatno škodo.
Leta 1876 je knez Vladislav Czartoryski mestu poklonil del svojih umetniških in patriotskih zbirk. Tri leta kasneje je bil ustanovljen Narodni muzej v Krakovu. Mesto je postalo poljsko središče muzeologije. V Starem mestu je delovalo več umetnikov, med njimi Jan Matejko in Stanislav Wyspiański. V njem se je rodilo tudi več političnih gibanj za neodvisnost Poljske.

### Vojno obdobje
6. septembra 1939 je nemška vojska okupirala Krakov. Mesto je postalo glavno mesto Generalne gubernije. Začelo se je preganjanje Judov in v Plaszowu je bilo ustanovljeno koncentracijsko taborišče. Staro mesto je bilo izropano. Ukradenih je bilo veliko umetnin, muzeji, šole in gledališča pa so bili zaprti. Profesorji so bili aretirani. Sinagoge so se iz verskih zgradb pretvorile v skladišča za strelivo, gasilsko opremo in drugo.
Mesto so 18. januarja 1945 osvobodile sovjetske sile Druge ukrajinske fronte pod poveljstvom maršala Ivana Konjeva in prisilila nemško vojsko, da je pobegnila iz mesta. Po vojni je bilo mesto vključeno v novoustanovljeno Ljudsko republiko Poljsko.

## Staro mesto danes
Staro mestno jedro zdaj privablja obiskovalce z vsega sveta. Zgodovinsko središče je eno izmed 14 lokacij na Poljskem, ki so uvrščeni na Unescov seznam svetovne dediščine. Arhitekturna zasnova starega mestnega jedra je v preteklosti preživela  številne kataklizme in ohranila prvotno srednjeveško obliko.
Največje zanimivosti Starega mesta so Glavni trg, eden največjih v Evropi, ki je bil zgrajen, ko je mesto leta 1257 dobilo Magdeburške pravice. Na trgu je Stolp mestne hiše, pokrita tržnica Sukiennice z množico trgovinic in spomenik Adama Mickiewicza. Na trgu je tudi Marijina cerkev s katere trobentač vsako polno uro na vse štiri strani neba zatrobi hejnal.
V pritličjih in kleteh z obokanimi stropi srednjeveških zgradb je veliko kavarn, pivnic in drugih lokalov. Med najbolj znanimi je restavracija in klub "Pod Jaszczurami", kjer se organizirajo številne prireditve, koncerti in razstave.
Obwarzanki krakowskie so nedvomno simbol Krakova. V obroč zvito pecivo, tradicionalno posuto z makom,  se na Glavnem trgu prodaja vsakih nekaj korakov. Namesto maka se za posip rabi tudi sezamovo seme, kamena sol in celo drobtine pice. Obwarzanki se lahko jedo med hojo ali vožnjo s kočijo. 
Nenavadno veliko število golobov na Glavnem  trgu razlaga več legend.  Po eni od njih je Henrik IV. Prob, ki je poskušal v obdobju regionalnega razpada Poljske prevzeti provinco Senioral, sklenil oditi v Vatikan in z denarjem pridobiti papeževo odobritev za svoje kronanje. Neka čarovnica je njegove viteze spremenila v golobe, ki so iz zidov Marijine cerkve izkljuvali nekaj kamenčkov, ki so se nato spremenili v zlato. Princ se je s tem bogastvom odpravil v Vatikan, vendar je na poti vse izgubil in nikoli ni uspel priti do cilja. Vrnil se je v Krakov, noben njegov vitez pa ni nikoli več dobil človeške podobe.

## Arhitekturni spomeniki
V krakovskem okrožju Staro mesto je približno šest tisoč zgodovinskih krajev in več kot dva milijona umetniških del. Njegova bogata zgodovinska arhitektura vključuje renesančne, baročne in gotske stavbe. Krakovske palače, cerkve, gledališča in dvorci so zelo različno pobarvani in polni arhitekturnih detajlov, vitražev, slik, skulptur in okrasja.

### Muzeji in gledališča
Med številne znamenitosti v starem mestnem jedru, ki privabljajo množico turistov, spadajo  galerije,  oddelki Narodnega muzeja v Krakovu, kot so Muzej Sukiennice, dvorec Jana Matejka, Muzej Stanisława Wyspiańskega na Szczepanski ulici 11, Muzej Czartoryski z arzenalom na ulici sv. Jana 9,  pa tudi Zgodovinski muzej v Krakovu (Rynek Główny 35) s svojimi oddelki: Barbakan, Hiša pod križem, v kateri je muzej zgodovine gledališšča, Hipa Hitova, stolp mestne hiše, nadškofijski muzej in arheološki muzej. V Starem mestu so še  Lekarniški muzej, Collegium Modicum na Jagelonski univerzi, Muzej starega gledališča in znani muzej Collegium Maius Jagelonske univerze, vključno s palačo škofa Erazma Ciołeka (Kanoniczna ulica). Tam sta tudi dve večji gledališči: Staro gledališče in najbolj znano Gledališče Juliusza Słowackega.

### Cerkve
Na razširjenem seznami katoliških cerkva v Starem mestu so cerkev sv. Andreja, cerkev sv. Ane, cerkev sv. Barbare, franšiškanska cerkev in samostan,  cerkve sv. Egidija, sv. Janeza Krstnika in sv. Janeza Evangelista, reformistična cerkev sv. Kazimirja, cerkev Marije Snežne, cerkev sv. Martina, cerkev sv. Marije, cerkev sv. Marka, cerkev sv. Petra in Pavla, cerkev sv. Tomaža, dominikanska cerkev sv. Trojice in cerkev sv. Vojteha.
- Cerkev sv. Andreja
- Cerkev sv. Ane
- Frančiškanska cerkev in samostan
- Cerkev sv. Martina
- Kościół Mariacki
- Cerkev Pijary
- Cerkev sv. Vojteha
- Cerkev sv. Barbare
- Cerkev sv. Florijana
- Cerkev kneza Kazimirja

### Kipi
V starem mestnem okrožju je veliko bronastih kipov in marmornih spomenikov. Najbolj opazen  je spomenik Adamu Mickiewiczu na Glavnem trgu med Marijino cerkvijo in vzhodno stranjo Sukiennic. Odkrit je bil ob stoletnici pesnikovega rojstva. Pesnika obkrožajo štiri manjše skupine kipov, ki simbolizirajo domovino, se pravi Poljsko (na prednji strani spomenika), znanost - starec in mlad fant (na strani Florianske ulice), poezijo (na strani  cerkve sv. Vojteha) in domoljubje in hrabrost (na strani Sukiennic). Spomenik je zasnoval Teodor Rygier. Odlit je bil v Rimu in slovesno odkrit 16. junija 1898. Ob spomeniku je priljubljeno zbirališče mladih.
Med druge zelo znane spomenike sodi spomenik pesniku  Józefu Bohdanu Zaleskemu na Basztowi ulici, ki prikazuje harfista z dečkom, ki ga vodi. Kip je leta 1886 izdelal Pius Welonski. Spomenik Jageloncem in Jadvigi Jagelo v parku Planty je delo Tomasa Oscarja Sosnowskega. Postavljen je bil leta 1886 ob petstoletnici sklenitve zveze med Poljsko in Litvo.  V parku Planty je tudi spomenik pesniku Juliuszu Słowackemu, ki ga je izdelal Alfred Daun leta 1884. Nasproti Palače umetnosti  je spomenik  Arturju Grottgerju, delo kiparja Waclawa Szymanowskega iz leta  1901. Pred kavarno Vis-á-vis na Glavnem trgu je spomenik Piotru Skrzyneckemu, na Trgu vseh svetih pa spomenik Jozefu Dietlu, delo kiparja  Ksawerija Dunikowskega, postavljen leta 1938 v čast prvemu predsedniku Krakova. Spomenik Aleksandru Fredru stoji pred Gledališčem Juliusza Słowackega v bližini parka Planty. Izdelal ga je profesor Cyprian Godebski leta 1900.
Ob Plantyju je v bližini Novega kolegije (Collegium Novum) spomenik astronomu Nikolaju Koperniku, ki ga prikazuje kot uveljavljenega učenjaka. Izdelal ga je Godebski leta 1900. Spomenik Grażyni v parku Planty predstavlja like iz pesnitve Adama Mickiewicza z naslovom "Grażyna in Litawor". Izdelal ga je Alfred Daun leta 1884. Grażyna je bila mitska litovska poglavarka, ki se je borila proti vojskam srednjeveškega Tevtonskega viteškega reda. Spomenik Floriana Straszewskega, ki tudi stoji v parku Planty,  je obelisk, ki ga je leta 1874 izdelal Edward Stehlik. Postavljen je v čast soavtorja parka. Za Gledališčem Juliusza Słowackega stoji doprsni kip komediografa Michała Bałuckega, ki ga je leta 1911 izdelal kipar Tadeusz Błotnicki. Pri Barbakanu je na pokopališču sovjetskih vojakov do leta 1997 stal njim posvečen kip, ki je bil nato prestavljen na Rakowicko pokopališče. Spomenik Neznanega junaka, padlega med osvobajanjem Krakova leta 1945, sta leta 1956 izdelala Karol Muszkiet in Marcin Bukowski. Kip Polonia pri frančiškanski cerkvi predstavlja mater z dojenčkom v rokah ter podlasico in dvema psoma. Kip je izdelala Genowefa Nowak leta 1968. Spomenik Tadeusza Boy-Żeleńskega, prijatelja Stanisława Wyspiańskega, stoji blizu izhoda iz Poselske ulice. Izdelal ga je Edward Krzak leta  1980. Spomenik kardinalu Adamu Stefanu Sapiehi, delo Augusta Zamoyskiega leta 1976, stoji pred frančiškansko cerkvijo.  Spomenik Tadeuszu Kościuszku kiparjev  Leonarda Marconija  in Antonija Popiela stoji na Wawelu. V bronu je bil ulit leta 1900  in postavljen okoli leta 1920 v novoustanovljeni Družbi Tadeusza Kościuszka, da bi proslavil poljsko neodvisnost. Nov spomenik "Eros Bendato" kiparja Igorja Mitoraja stoji na Glavnem trgu blizu Stolpa mestne hiše.
- Adam Mickiewicz
- Józef Dietl
- Eros Bendato
- Nicolaus Copernicus
- Tadeusz Kościuszko
- Michal Balucki
- Grażyna
- Fredro
- Piotr Skrzynecki